# Сохо Медиа
«Сохо Медиа» — телепроизводственная компания, основана в 2001 году как ООО «Студия Сергея Кальварского» продюсером Сергеем Кальварским, затем в 2003 году в ходе реструктуризации ООО «Студия Сергея Кальварского» была переименована в ООО «Сохо Продакшн».
В 2006 году компания юридически разделилась на 2 структуры: ООО «Сохо Продакшн» и ООО «Катапульта Продакшн».
В 2007 году компания ООО «Сохо Продакшн» была переименована в ООО «Сохо Медиа», далее — выведена из состава группы компаний «ВИD» и продана холдингу СТС Медиа.
Творческие группы, которые под началом ООО «Сохо Продакшн» до 2008 года готовили телепроекты для «Первого канала» («На ночь глядя», «Минута славы»), вместе с ними вошли в состав телевизионной компании «Красный квадрат».
В июле 2011 года «Сохо Медиа» объединяется с кинокомпанией «Костафильм», таким образом на основе их слияния образовалась новая продюсерская компания «Story First Production». Впоследствии бо́льшая часть сотрудников «Сохо Медиа» перешла в другую компанию Сергея Кальварского «Гайд Парк», основанную в 2010 году. Она занималась производством программ для различных телеканалов до 2014 года, а в октябре 2018 года была юридически ликвидирована.

## Программы Сохо Медиа / Гайд Парк
| Название передачи                                             | Годы выпуска    | Канал                        | Ведущий                                                                    | Жанр                                                                                 |
| ------------------------------------------------------------- | --------------- | ---------------------------- | -------------------------------------------------------------------------- | ------------------------------------------------------------------------------------ |
| Сати (на базе ТК «ВиД»)                                       | 2001—2004       | ОРТ/Первый канал             | Сати Спивакова                                                             | документальная программа                                                             |
| Вне закона                                                    | 2002—2014       | ТВС, Первый канал, ДТВ/Перец |                                                                            | детективный сериал                                                                   |
| Любовные истории                                              | 2002—2005       | ТВС, Первый канал            | Юлианна Шахова, Полина Дашкова (2002—2003)                                 | документальный сериал                                                                |
| Гурман                                                        | 2003            | ТВС                          | Алла Довлатова                                                             | кулинарная программа                                                                 |
| Цена любви (на базе ТК «ВиД»)                                 | 2004—2005       | ТНТ                          | Юлианна Шахова                                                             | документальный сериал, посвящённый преступлениям на фоне любви и супружеским изменам |
| Большая премьера                                              | 2005            | Первый канал                 | Иван Ургант, Андрей Ургант                                                 | развлекательное шоу                                                                  |
| Необъяснимо, но факт                                          | 2005—2008       | ТНТ                          | Сергей Дружко                                                              | программа о паранормальных явлениях                                                  |
| Нет проблем! с доктором Курпатовым (совместно с Крылья-Медиа) | 2005            | Домашний                     | Андрей Курпатов                                                            | психологическое ток-шоу                                                              |
| Весёлые картинки                                              | 2005—2006       | Первый канал                 | Юрий Гальцев, Геннадий Ветров                                              | развлекательное шоу                                                                  |
| Большие гонки (на базе ТК «ВиД»)                              | 2005—2007       | Первый канал                 | Дмитрий Нагиев                                                             | спортивно-развлекательное шоу                                                        |
| Бисквит                                                       | 2005—2007       | Первый канал                 | Александр и Валерий Пономаренко                                            | развлекательное шоу                                                                  |
| Большой спор (на базе ТК «ВиД»)                               | 2006—2007       | Первый канал                 | Дмитрий Нагиев                                                             | развлекательное шоу                                                                  |
| Весна с Иваном Ургантом                                       | 2006            | Первый канал                 | Иван Ургант                                                                | развлекательное шоу                                                                  |
| Вечер с Максимом Галкиным                                     | 2006            | Первый канал                 | Максим Галкин                                                              | развлекательное шоу                                                                  |
| На ночь глядя                                                 | 2006—2007       | Первый канал                 | Борис Берман, Ильдар Жандарёв                                              | ток-шоу                                                                              |
| Контрольная закупка                                           | 2006—2008       | Первый канал                 | Антон Привольнов                                                           | познавательная потребительская программа                                             |
| Их разыскивает милиция (полиция)                              | 2006—2007, 2013 | Первый канал, Перец          | Игорь Вознесенский                                                         | криминальная программа                                                               |
| Минута славы (на базе ТК «ВиД»)                               | 2007            | Первый канал                 | Гарик Мартиросян                                                           | развлекательная программа                                                            |
| СТС зажигает суперзвезду!                                     | 2007—2008       | СТС                          | Тина Канделаки, Дима Билан (2007); Аристарх Венес, Кирилл Емельянов (2008) | музыкальный конкурс                                                                  |
| Звонок                                                        | 2007            | СТС                          | Олег Аксёнов                                                               | приключенческое игровое шоу                                                          |
| Детские шалости                                               | 2008—2009       | СТС                          | ГлюкOZA, Григорий Остер                                                    | семейное развлекательное шоу                                                         |
| Всё под контролем                                             | 2008            | Домашний                     | Татьяна Плотникова, Вадим Тихомиров                                        | познавательная потребительская программа                                             |
| Не может быть!                                                | 2008            | СТС                          | Василий Куйбар                                                             | программа о паранормальных явлениях                                                  |
| Городские легенды (отдельные фильмы)                          | 2008—2010       | ТВ-3                         | Владимир Зайцев (закадровый голос)                                         | документальная программа о таинственных местах                                       |
| Обитаемый остров. Схватка перед фильмом                       | 2009            | СТС                          | Надежда Родионова                                                          | разовое ток-шоу, обсуждение дилогии «Обитаемый остров»                               |
| Хочу верить!                                                  | 2009—2010       | СТС                          | Борис Корчевников                                                          | программа о неизвестной истории человечества                                         |
| Судиться по-русски                                            | 2009            | ДТВ                          | Александр Селютин                                                          | судебное шоу                                                                         |
| Большой город                                                 | 2009—2010       | СТС                          | Станислав Ярушин, Татьяна Арно, Ирена Понарошку, Кирилл Иванов             | информационное шоу                                                                   |
| Война                                                         | 2009            | ДТВ                          | Валерий Новиков                                                            | художественно-документальный сериал                                                  |
| Легенды преступного мира                                      | 2009            | ДТВ                          | Андрей Ярославцев (закадровый голос)                                       | документальный сериал об известных преступниках                                      |
| Еда с Алексеем Зиминым                                        | 2010—2011       | Домашний                     | Алексей Зимин                                                              | кулинарная программа                                                                 |
| Поколение MTV. Мы любим 90-е                                  | 2010            | MTV Россия                   | Антон Комолов                                                              | развлекательное ток-шоу                                                              |
| История российского шоу-бизнеса                               | 2010            | СТС                          | Борис Корчевников, Сергей Шнуров                                           | документальный сериал                                                                |
| Едем и едим                                                   | 2010            | СТС                          | Алексей Зимин                                                              | кулинарное трэвел-шоу                                                                |
| Елена из полипропилена                                        | 2011            | MTV Россия                   | Елена Шоронина                                                             | сатирическое шоу                                                                     |
| Суть вещей                                                    | 2011            | Домашний                     |                                                                            | познавательная программа                                                             |
| Волшебное Диноутро                                            | 2011            | СТС                          | Дарья Мельникова                                                           | детская познавательная программа                                                     |
| Соседи                                                        | 2011—2012       | ДТВ/Перец                    | Сергей Гришутин, Сергей Куропов                                            | документальный сериал                                                                |
| Моя семья против всех                                         | 2011            | СТС                          | Татьяна Лазарева, Михаил Шац                                               | телеигра                                                                             |
| Истории генерала Гурова                                       | 2011            | ДТВ                          | Александр Гуров                                                            | документальный сериал                                                                |
| Легенды советского сыска                                      | 2011—2013       | Звезда                       | Андрей Ярославцев (закадровый голос)                                       | документальный сериал                                                                |
| Проект Подиум. Российская версия                              | 2011—2012       | MTV Россия                   | Анна Седокова                                                              | реалити-шоу                                                                          |
| Cosmopolitan. Видеоверсия (позже — «Счастье! Видеоверсия»)    | 2012            | Муз-ТВ, Ю                    | Вячеслав Манучаров, Арина Перчик, Мирослава Карпович, Виктория Лопырёва    | тележурнал о моде                                                                    |
| Знакомься, это мои родители!                                  | 2012            | СТС                          | —                                                                          | реалити-шоу                                                                          |
| Главная тема                                                  | 2012            | ПИК                          | Ксения Собчак                                                              | ток-шоу                                                                              |
| Под защитой                                                   | 2012            | РЕН ТВ                       |                                                                            | документальные расследования                                                         |
| История российского юмора                                     | 2013            | СТС                          | Борис Корчевников, Василий Уткин                                           | документальный сериал                                                                |
| Следственный комитет                                          | 2013            | Звезда                       |                                                                            | документальная программа                                                             |
| ТРАНSЛИТ                                                      | 2013            | RTVi                         | Сергей Минаев                                                              | ток-шоу                                                                              |
| Продюсеры с большой дороги                                    | 2013            | Перец                        | Евгений Ермаков, Сергей Легостаев, Михаил Негин                            | конкурс песен                                                                        |
| Личный взгляд                                                 | 2014            | RTVi                         |                                                                            | документальная программа о странах                                                   |

## Концерты
| Название концерта                                              | Дата выпуска     | Канал  |
| -------------------------------------------------------------- | ---------------- | ------ |
| Хазанову — 60 лет!                                             | 3 декабря 2005   | Первый |
| Бенефис Елены Воробей                                          | 10 марта 2006    | Первый |
| Михаил Задорнов. «Этот безумный, безумный мир»                 | 7 апреля 2006    | Первый |
| «Шоу чемпионов» Алексея Немова                                 | 3 сентября 2006  | Первый |
| Семейные тайны Эдиты Пьехи                                     | 17 сентября 2006 | Первый |
| «Неуловимые мстители». 40 лет спустя. Юбилейный вечер          | 29 октября 2006  | Первый |
| Новый концерт Михаила Задорнова. «Бакарасики — не татупеды!»   | 24 ноября 2006   | Первый |
| Юбилейный вечер Клары Новиковой                                | 15 декабря 2006  | Первый |
| Михаил Задорнов. «Я люблю тебя, жизнь!»                        | 30 декабря 2006  | Первый |
| «Офицеры». 35 лет в строю                                      | 23 февраля 2007  | Первый |
| Призрак мыльной оперы                                          | 31 декабря 2007  | СТС    |
| Задорный день                                                  | 30 марта 2008    | СТС    |
| Ранетки Mania                                                  | 31 августа 2008  | СТС    |
| Здравствуйте, я ваша няня!                                     | 9 ноября 2008    | СТС    |
| «Всё очень просто». Юбилейный концерт Андрея Макаревича        | 14 декабря 2008  | СТС    |
| «Мы не ангелы». Концерт группы «Ранетки»                       | 21 декабря 2008  | СТС    |
| «Ранетки» в «Олимпийском»                                      | 26 декабря 2009  | СТС    |
| Новогодняя ёлка со Смешариками. «Тигриция — новогодняя звезда» | 7 января 2010    | СТС    |
| «6 кадров» собирают друзей                                     | 2 мая 2011       | СТС    |

## Документальные фильмы
| Название программы                | Дата выпуска                       | Ведущий / закадровый голос           | Канал  | Жанр                                          |
| --------------------------------- | ---------------------------------- | ------------------------------------ | ------ | --------------------------------------------- |
| Элвис Пресли — король мира        | 18 января 2005                     | Юрий Охочинский                      | Первый | Биография                                     |
| «Мираж» — империя обмана          | 25 июня 2005                       | Игорь Китаев                         | Первый | Неизвестные факты об известной группе         |
| Лариса Долина. Портрет без ретуши | 10 сентября 2005                   | Сати Спивакова                       | Первый | Биография                                     |
| Смерть Сталина: последняя загадка | 5 марта 2006                       | Эдвард Радзинский                    | Первый | Авторское историческое расследование          |
| Рождённые звёздами                | 18 марта 2006                      | Борис Грачевский, Светлана Старикова | Первый | Документальный фильм о детях знаменитостей    |
| Олег Даль. Инородный артист       | 27 мая 2006                        | Александр Парра                      | Первый | Биография                                     |
| Два тирана: Грозный и Сталин      | 2007                               | Эдвард Радзинский                    | Первый | Авторское историческое расследование          |
| Памяти Василия Лыкшина            | 6 ноября 2009                      | —                                    | СТС    | Автобиографический фильм                      |
| Звёзды СТС вне эфира              | 13 и 20 декабря 2009               | —                                    | СТС    | Двухсерийный фильм о личной жизни ведущих СТС |
| Разрушители заблуждений           | 28 ноября 2012 (снято в 2010 году) | Сергей Шолохов, Всеволод Москвин     | Пятый  | Двухсерийное расследование мифов              |

## Награды
- В 2007 году шоу «Вечер с Максимом Галкиным» получило премию ТЭФИ в номинации «Развлекательная программа: юмор».
- В 2010 году проект «История российского шоу-бизнеса» получил премию ТЭФИ в номинации «Телевизионный документальный сериал».